# Aquillii
Légende :
♦Patricien, ♦Plébéien, ♦Consulaire, ♦Sénatorial, ♦Équestre
Gens et Liste des gentes romaines
Les Aquillii, parfois Aquilii, sont les membres d'une ancienne famille plébéienne romaine, la gens Aquillia. Les membres de cette famille font remonter leurs origines à la monarchie romaine et aux débuts de la République puisque l'on trouve deux Aquillii mentionnés parmi les nobles qui complotèrent pour ramener les Tarquins au pouvoir. Ces derniers sont les deux seuls membres de cette famille qui peuvent être considérés de rang patricien, tous les autres Aquillii sont plébéiens.
Les cognomina de cette famille sont Corvo, Crasso, Florio (Florus), Gallo e  Tusco.
Origine
Le nomen Aquilius ou Aquillius est probablement dérivé de l'aquila, un aigle. Sur les pièces de monnaie et les inscriptions, le nom est presque toujours écrit Aquillius, mais dans les manuscrits généralement avec un seul l. La branche la plus ancienne de la famille portait le cognomen Tuscus, ce qui suggère que la gens pouvait être d'origine étrusque, bien que le nomen de la gens soit incontestablement latin, et que le nom Tuscus aurait pu être acquis par d'autres moyens. Ce cognomen est néanmoins douteux car on ne le trouve que dans les sources tardives; Robert Broughton mentionne que cela aurait pu aussi être Sabinus.
D'après les images de leurs pièces, il semble que les Aquillii avaient une dévotion particulière pour Sol, un événement rare sous la République.

## Praenomina
Les plus anciennes familles des Aquillii portaient les praenomina Gaius, Lucius et Marcus, qui étaient les trois noms les plus courants à toutes les époques de l'histoire romaine. Cependant, une famille, qui a pris une importance considérable au dernier siècle de la République, a préféré le praenomen Manius, moins commun.

## Branches et cognomina
Les cognomina des Aquillii sous la République sont Corvus, Crassus, Florio (Florus), Gallus et Tuscus.
Tuscus, le nom de famille le plus ancien de la gens, signifie «étrusque», et cette branche de la famille est considérée par certains écrivains comme patricienne, puisqu'ils faisaient partie de la noblesse romaine au début de la République, et selon la tradition, le consulat fut fermé aux plébéiens jusqu'à la lex Licinia Sextia de 367 av. Cependant, l'érudition moderne suggère que la noblesse de la monarchie romaine n'était pas exclusivement patricienne, et qu'un certain nombre de premiers consuls appartenaient à des familles qui furent plus tard considérées comme plébéiennes. Pourtant, comme la plupart des gentes patriciennes avaient également des branches plébéiennes, la possibilité que certains des premiers Aquilii soient des patriciens ne peut être écartée.
Corvus fait référence à un corbeau. Ce nom de famille est plus connu de la gens Valeria. Les Aquillii Flori (Florus, Florio) apparaissent pour la première fois pendant la première guerre punique, bien qu'ils aient dû exister depuis le IVe siècle av. J.-C., et ont prospéré au moins jusqu'à l'époque d'Auguste. Leur nom signifie simplement «fleur». Gallus peut se référer à un coq, ou à un Gaulois, même si les Galli étaient de Lanuvium. Crassus, un nom de famille commun dans de nombreuses gentes, peut être traduit par «épais», «terne», «simple» ou «brut». Le dernier cognomen à apparaître était Felix, signifiant "chanceux"

## Principaux membres

### Sous la République
- Caius Aquillius Tuscus (ou Sabinus), consul en 487 av. J.-C., a reçu une ovation pour une campagne victorieuse contre les Herniques[a 2],[1].
- Lucius Aquillius Corvus, tribun consulaire en 388 av. J.-C.
- Caius Aquilius, (v.-350 - ?);
  - Marcus Aquilius, (v.-325 - ?);
    - Caius Aquillius Florus, (v.-300 - ap.-258), consul en 259 av. J.-C., affronte Hamilcar Barca en Sicile[2].
- Publius Aquilius, peut-être tribun de la plèbe en 211 av. J.-C. qui fait condamner Publius Villius, un des tresviri nocturni, pour négligence lors de son service[a 3],[3]. Il est envoyé en 210 av. J.-C. en Étrurie pour réapprovisionner la garnison romaine de Tarente[a 4],[4].

#### Aquilii Galli
- Lucius Aquilius Gallus, (v.-210 - ap.-176), préteur en -176;
  - ? (Aquilius Gallus), (v.-180 - ?);
    - ? (Aquilius Gallus), (v.-150 - ?);
      - ? (Aquilius Gallus), (v.-125 - ?);
        - Caius Aquilius Gallus, (v.-100 - av.-44), préteur en -66, juriste;
          - ? Caius Aquilius Gallus, (v.-70 - ?);
            - ? Lucius Aquilius Florus Turcianus Gallus, (v.-50 - ap.v.-3), tribun de la plèbe, préteur, proconsul d'Achaie;

        - Publius Aquilius Gallus, (v.-90 - ap.-55), tribun de la plèbe en -55;

#### Manii Aquilii
- Manius (Aquilius), (v.-230 - ?);
  - Manius (Aquilius), (v.-200 - ?);
    - Manius Aquilius, (v.-175 - ap.-126), consul en 129 av. J.-C.;
      - Manius Aquilius Nepos, (v.-145 - -88), consul en 101 av. J.-C., proconsul de Sicile;
        - Manius Aquilius, (v.-105 - ap.-66), exclu puis réintégrer au sénat;
          - Lucius Aquilius Florus, (v.-80/70 - ap.v.-50/40), questeur en Asie;
            - ? Lucius Aquilius Florus, (v.-35 - ap.14/37), rex sacrorum;
              - (Lucius Aquilius) Regulus, décédé jeune;
              - (Marcus Aquilius) Regulus, (v.5 - ap.v.30), questeur, pontifex;
                - ? Marcus Aquilius Regulus, (v.40 - v.105/6), orateur, consul suffect;
                  - Aquilius Regulus, (v.87/8 - v.104)

                - ? (Aquilius Regulus), (v. 45 - ?);
                  - ? (Marcus Aquilius Regulus), (v. 70 - ?);
                    - ? (Aquilia), (v.105 - ?), épouse de Publius Metilius Secundus
                    - ? (Aquilia), (v. 105/10 - ?), épouse de Publius Coelius Balbinus Vibullius Pius[5];

          - ? Aquillius Florus, (v.-75 - -31), partisans de Marc Antoine;
            - Aquillius Florus, (v.-50 - -31);

### Sous l'Empire

#### Aquilii deLeptis Magna
- (Caius Aquilius), (v.25 - ?);
  - ? Caius Aquilius Proculus, (v.50 - ap.90), consul suffect en 90;
  - ? Caius Aquilius Postumus, (v.55 - ?);
    - ? Aquila Blaesilla, (v.90 - ap.v.150), épouse de Lucius Plautius Octavianus;
    - ? Marcus Aquilius Aquilianus, (v.95 - ap.138/61), flamen Lepcis;

#### Aquilii Niger
- Quintus Aquilius Niger, (v.75 - ap.117), consul en 117 et proconsul de Sicile[b 1].
  - (Aquilia), (v.105 - ?), épouse de (Quintus Fabius Titianus);
  - (Aquilia), (v.110 - ?), épouse de (Cnaeus Cornelius Severus);

#### Autres
- Lucius Aquilius Veiento, (v.95 - ap.136/7), consul suffect en 136 ou 137;
- Marcus Metilius Aquillius Regulus, consul en 157.
- Aquilius Orfitus, consul suffect (en 197 ou avant), apparenté aux Cornelii Orfiti;
- Iulia Aquilia Severa Augusta, (v.200 - ap.221), épouse de l'empereur Héliogabale;
- (Lucius Ovinius) Caius Iulius Aquilius (Nonius Paternus), (v.230 - ap.281), consul en 279, Préfet de Rome;

## Pour approfondir